# Kulturna inteligentnost
Kulturna inteligentnost oziroma kulturni količnik (CQ) se nanaša na posameznikovo sposobnost učinkovitega funkcioniranja v situacijah, ki so zaznamovane s kulturno raznolikostjo. Pojem sta razvila avtorja P. Christopher Earley in Soon Ang v 21. stoletju, v kontekstu rapidne globalizacije, ki pa predstavlja posledico hitrega razvoja tehnologije (predvsem transportne in komunikacijske). Le-ta namreč povečuje medkulturne interakcije, ki pa lahko s seboj prinesejo veliko kulturnih nesporazumov, napetosti in konfliktov. Kulturna inteligentnost naj bi regulirala takšne destabilizirajoče dejavnike znotraj medkulturnega konteksta, ki postaja neizogiben del praktične realnosti globalizacije.

## Štiri-faktorski model CQ
Early in Ang sta koncept kulturne inteligentnosti gradili na konsenzusu, da inteligentnost predstavlja več kot le kognitivne sposobnosti. Štiri-faktorski model CQ temelji na Sternbergovi in Dettermanovi integraciji mnogih različnih pogledov na inteligentnost v teoretski okvir, ki predstavlja štiri komplementarna načina konceptualiziranja inteligentnosti na ravni posameznika: metakognitivni, kognitivni, motivacijski in vedenjski.
Metakognitivni CQ se nanaša na posameznikovo raven kulturnega zavedanja v času medkulturnih interakcij. Le-ta vključuje strategije, ki posamezniku omogočajo, da razvije nove hevristike in pravila za socialne interakcije v novih kulturnih okoljih, na način da procesira informacije na globlji ravni. Ljudje, ki imajo visok metakognitivni CQ se zavestno sprašujejo o svojih kulturnih predpostavkah in reflektirajo svoje kulturno znanje, ko so v interakciji s posamezniki iz drugih kultur. Gre za zelo pomembno komponento kulturne inteligentnosti, saj le-ta poudarja aktivno premišljevanje o ljudeh in situacijah znotraj različnih kulturnih kontekstov, na način da sproža aktivno izzivanje rigidnega zanašanja na lastne kulturne predpostavke, in spodbuja posameznika, da se adaptira in popravi svoje strategije. Zaradi tega so le-te bolj kulturno ustrezne, kot tudi bolj učinkovite, glede na želene cilje znotraj medkulturnega konteksta.
Kognitivni CQ predstavlja znanje o normah, praksah in konvencijah v različnih kulturah, ki ga posameznik pridobi skozi izobraževanje in osebne izkušnje. Čeprav tradicionalni pristopi najbolj poudarjajo to komponento, je potrebno kognitivni vidik kombinirati z drugimi vidiki CQ. Razlog za to se nahaja v dejstvu, da kulturne norme in vrednote predstavljajo različne načine, kako pripadniki določene kulture vidijo koncepte kot je čas, avtoriteta in medosebni odnosi. Če takega znanja ni, se lahko zgodi, da bo posameznik dezorientiran v medkulturnem kontekstu, saj ne bo razumel osnovnih pravil, po katerih funkcionirajo pripadniki druge kulture.
Motivacijski CQ predstavlja posameznikovo zmožnost, da usmerja svojo pozornost in energijo v učenje o delovanju v kulturno raznolikih situacijah. V skladu steorijo pričakovane vrednosti, smer in jakost energije, usmerjene v določeno nalogo, sta določeni z dvema elementoma: s pričakovanjem uspešnega opravljanja naloge in z vrednostjo, ki jo pripisujemo uspešnem opravljanju te naloge. Torej, ta vidik kulturne inteligentnosti se povezuje predvsem s kognitivno komponento CQ, saj posameznik potrebuje znanje o kulturi, da se v določenem medkulturnem kontekstu počuti dovolj kompetentno, da neko nalogo uspešno opravi. Po drugi strani pa brez ustrezneintrinzične (notranje) motivacije, ki temelji na pripisovanju vrednosti opravljanja naloge, uporaba še tako zelo širokega znanja o kulturnih značilnostih ne bo privedla do uspešnega opravljanja naloge.
Vse tri doslej omenjene komponente se nanašajo na mentalne zmožnosti posameznika. Vedenjski CQ pa predstavlja posameznikovo zmožnost ustreznega delovanja v interakciji s posamezniki iz drugih kultur. To obnašanje se lahko manifestira bodisi verbalno bodisi neverbalno. V socialnem smislu je ta komponenta ključna, saj ko posamezniki stopijo in vzdržujejo interakcijo, le-ti nimajo dostopa do latentnih misli, občutkov in motivacije druge osebe. Vse informacije lahko dobijo le iz tega, kar slišijo in vidijo v verbalnih, vokalnih, obraznih in drugih telesnih izrazih svojega sogovornika.

## CQ in osebnost
CQ predstavlja set sposobnosti oz. individualnih kompetenc. Sposobnosti se predvsem nanašajo na zmožnost posameznika, da izvede določeno želeno dejanje. Iz tega je razvidno, da gre za konstrukt, ki se razlikuje od osebnostnih lastnostih, saj se le-te predvsem nanašajo na individualne razlike, ki pa ne zajemajo sposobnosti. Prav tako se CQ  lahko nadgrajuje skozi izkušnje, izobrazbo in trening, medtem ko osebnost predstavlja relativno stabilen konstrukt .
Vseeno pa določene osebnostne lastnosti predstavljajo zanesljive, vendar šibke napovednike uspešnega funkcioniranja znotraj medkulturnega konteksta. Lastnosti, ki sestavljajo t.i. multikulturno osebnost so: čustvena stabilnost, socialna iniciativa, odprtost, kulturna empatija in fleksibilnost. Pomembno je omeniti, da je od vseh omenjenih osebnostnih lastnostih odprtost najmočnejši napovednik kulturne inteligentnosti.

## CQ in drugi konstrukti inteligentnosti
CQ je podoben splošni kognitivni sposobnosti (IQ) in čustveni inteligentnosti (EI), saj se nanaša na določeni set sposobnosti. CQ pa se razlikuje od drugih dveh inteligentnosti po sami naravi sposobnosti. Splošna kognitivna sposobnost predstavlja zmožnost posameznika, da se uči, ter napoveduje funkcioniranje posameznika preko različnih delovnih mest in kontekstov, vendar le-ta ni vezana za določeno vrsto konteksta – kot so kulturno raznolike situacije. Prav tako ne vključuje vedenjske in motivacijske vidike inteligentnosti. Po drugi strani pa emocionalna inteligentnost predstavlja sposobnost posameznika, da se spoprijema z osebnimi čustvi. Torej, je podoben CQ, saj gre čez meje akademske in mentalne inteligentnosti, vendar se od istega razlikuje, saj se osredotoča na splošno sposobnost, da zaznamo in uravnavamo čustva, brez upoštevanja kulturnega konteksta. Glede na to, da so čustveni znaki simbolično konstruirani znotraj posamezne kulture, emocionalna inteligentnost se iz domače kulture ne transferira avtomatično v novo, nepoznato kulturo. Lahko rečemo, da je čustvena inteligentnost povezana s posamezno kulturo tako, da oseba, ki ima visok EI v enem kulturnem kontekstu, ni nujno enako čustveno inteligentna v drugi kulturi. Nasprotno temu pa CQ ni kulturno specifičen in se nanaša na splošen set sposobnosti, ki upoštevajo kulturno raznolikost.

## CQ na delovnem mestu
Ang in sodelavci so v svoji raziskavi preučevali povezavo med facetami CQ (metakognitivna, kognitivna, motivacijska in vedenjska) ter odločanjem (presojanjem), kulturno adaptacijo in izvajanjem naloge.
Ugotovili so, da se kognitivni, kot tudi metakognitivni vidik CQ povezuje z učinkovitostjo odločanja in presojanja v kulturno raznolikemu okolju. To pomeni, da so kognitivne sposobnosti, kot so preizpraševanje predpostavk, prilagajanje mentalnih modelov in bogate sheme znanja o kulturah, zelo pomembne za oblikovanje natančnih sodb in odločitev. Prav tako so ugotovili, da sta motivacijska in vedenjska komponenta pomembni za dejansko spoprijemanje s kulturno raznolikimi situacijami oz. s kulturno adaptacijo.
Avtorji so predpostavljali, da se bodo vse facete CQ pomembno povezovale s kvaliteto izvajanja naloge, vendar so rezultati pokazali, da le metakognitivni in vedenjski vidik dobro napovedujeta učinkovitost izvajanja naloge. Avtorji poudarjajo, da je v njihovi raziskavi šlo za dobro sturkturirane in specificirane naloge, kar pomeni, da zahtevajo relativno malo znanja o večjih kulturah in relativno malo intrinzične (notranje) motivacije, da bi uspešno opravili takšno vrsto naloge. Torej bi bilo smiselno še preveriti to povezavo na delovnih mestih, ki se ukvarjajo z manj sturkturiranimi in manj specifičnimi nalogami.

## Merjenje CQ
CQS (angl. Cultural Intelligence Scale) je samoocenjevalni vprašalnik za merjenje CQ z visoko veljavnostjo in zanesljivostjo. Posameznik na postavke odgovarja na sedem-stopenjski lestvici, pri čemer 1 predstavlja stopnjo najmanjšeg strinjanja, 7 pa stopnjo najvišjega strinjanja z izjavo. Vprašalnik je sestavljen iz štirih podlestvic, ki se nanašajo na štiri vidike CQ: metakognitivnega, kognitivnega, motivacijskega in vedenjskega. Metakognitivna lestvica ima štiri postavke (npr. »Prilagajam svoje znanje o kulturah, ko sem v interakciji z ljudmi iz različnih kultur, ki mi niso znane.«), kognitivna šest (npr. »Spoznam se na kulturne vrednote in religiozna prepričanja v drugih državah.«), motivacijska pet (npr. »Uživam v življenju v kulturah, ki so mi neznane.«), vedenjska pet (npr. »Spremenim svoje izraze obraza, ko medkulturna interakcija to zahteva.«).
1. 1 2 3 4 5 6 7  Ang, S., Van Dyne, L. in Tan, M.L. (2011). Cultural intelligence. V R.J. Sternberg in S.B. Kaufman (ur.), Cambridge handbook on intelligence (str. 582–602). New York: Cambridge University Press.
2. ↑  Sternberg, R. J. in Detterman, D. K. (1986). What is intelligence? Contemporary viewpoints on its nature and definition. Norwood, N.J.: Ablex.
3. ↑  Eccles, J. S. in Wigfield, A. (2002). Motivational beliefs, values, and goals. Annual review of psychology, 52, 109–132.
4. ↑  Van der Zee, K. I. in Van Oudenhoven, J.P. (2000). The multicultural personality questionnaire: A multidimensional instrument of multicultural effectiveness. European Journal of Personality, 14, 291–309.
5. ↑  Ang, S., Van Dyne, L. in Koh, C. (2006). Personality correlates of the four-factor model of cultural intelligence. Group and Organization Management, 31, 100–123.
6. ↑  Ang, S., Dyne, L.V., Koh, C., Ng, K. Y., Templer, K. L., Tay, C. in Chandrasekar, N. A. (2007). Cultural intelligence: Its measurement and effects on cultural judgment and decision making, cultural adaptation and task performance. Management and Organization Review, 3, 335–371.